# 索克拉姆 (佛羅里達州)
索克拉姆（英語：Socrum）是位於美國佛羅里達州波爾克縣的一個非建制地區。該地的面積和人口皆未知。

## 地理
索克拉姆的座標為28°10′05″N 82°01′08″W / 28.16806°N 82.01889°W，而該地的平均海拔高度為46米（即151英尺）。